# Rebecca Root
Rebecca Root, née le 10 mai 1969, est une actrice, comédienne et coach vocal britannique. Elle est connue pour avoir joué le rôle principal dans la sitcom Boy Meets Girl (en), diffusée en 2015 sur BBC Two, et interprète le rôle de Siobhan dans la production itinérante de The Curious Incident of the Dog in the Night-Time par le National Theatre.
Elle a été classée 18e dans la Rainbow List (en) 2014 de The Independent, dans une liste d'actrices ouvertement transgenres de la télévision grand public, aux côtés d'Alexandra Billings, Laverne Cox et Adèle Anderson.

## Biographie
Root est née à Woking, dans le Surrey, en Angleterre, le 10 mai 1969. Elle est la deuxième enfant d'une mère infirmière auxiliaire et d'un père banquier à Guildford. Elle a deux sœurs, Rachel, son aînée, et Rosalind, de huit ans sa cadette.
Lorsqu'elle a 11 ans, sa famille déménage dans la campagne de l'Oxfordshire, où elle fréquente l'école Bartholomew à Eynsham. Dans sa jeunesse, elle joue avec des troupes de théâtre locales ainsi qu'avec le prestigieux National Youth Theatre, en même temps que Lucy Briers, Jonathan Cake et Daniel Craig.
Elle obtient ensuite un Master of Arts in Vocal Studies à la Royal Central School of Speech and Drama en 2012. Sa thèse, intitulée « There and Back Again : Adventures in Genderland », a été publiée dans la revue Voice and Speech Review.

## Carrière
Après avoir terminé ses études secondaires en 1987, Root a déménagé à Londres à temps plein pour suivre une formation d'acteur à la Mountview Academy of Theatre Arts. Elle passe la décennie suivante à travailler comme actrice, dans diverses productions télévisées et théâtrales, notamment dans des séries télévisées comme Keeping Up Appearances et Casualty, et dans des pièces de théâtre comme The Lady's Not For Burning, Hamlet, et Tartuffe.
Avant de percer en 2015 en jouant un rôle secondaire dans le film primé Danish Girl (ses débuts au cinéma) et un rôle principal dans la sitcom romantique Boy Meets Girl (en) sur BBC Two, Root considérait qu'elle jouait des rôles décrits comme « un premier rôle romantique, débonnaire, chevalier, soldat - typiquement et ennuyeusement 'normaux' ».
En 2015, Root a également joué dans le drame 1977 de BBC Radio 4, sur la compositrice populaire transgenre Angela Morley, qui était devenue un nom familier pour les auditeurs de la radio britannique sous le nom de Wally Stott. L'année suivante, Morley a été engagé pour terminer la composition de la bande sonore du film Watership Down. Elle est apparue dans la série audio Stranded de Doctor Who, qui fait partie des aventures du huitième Docteur, dans le rôle de Tania Bell, la première compagne ouvertement transgenre du Docteur, et un agent de Torchwood qui surveille le huitième Docteur lorsqu'il est piégé sur Terre en raison des dommages subis par le TARDIS.
Root est également coach vocal, enseignant à l'East 15 Acting School et depuis son domicile de Highgate, à Londres. Elle a commencé cette carrière après sa transition en 2003 et après que le travail d'actrice est devenu plus difficile à trouver. Root fait également de la publicité pour des cours de thérapie vocale spécialement destinés aux personnes transgenres pour les aider à « trouver une voix qui corresponde à leur genre »,,.

## Vie privée
Root est une femme trans bisexuelle et réside actuellement à Londres avec sa compagne, l'actrice Elizabeth Menabney.
Elle est également une fervente défenseure des droits des LGBT et patronne des organisations caritatives Diversity Role Models et Liberate Jersey.

## Filmographie
| Année     | Titre                                      | Rôle                 | Notes                                                                                         |
| --------- | ------------------------------------------ | -------------------- | --------------------------------------------------------------------------------------------- |
| 1995      | Keeping Up Appearances                     | The Engineer         | Épisode: "Hyacinth Is Alarmed"                                                                |
| 1996      | Eight for Eight Thirty                     | Julian               | Short film                                                                                    |
| 1996      | The Detectives (en)                        | Vet                  | Episode: "Back in Class"                                                                      |
| 1997      | Casualty                                   | Psychiatric SHO      | 2 épisodes                                                                                    |
| 2012      | Normal: Real Stories from the Sex Industry | Cynthia              | Film montré en 2012 au Raindance Film Festival                                                |
| 2015–2016 | Boy Meets Girl (en)                        | Judy                 | BBC TV                                                                                        |
| 2015      | 1977                                       | Angela Morley        | BBC Radio 4 drama                                                                             |
| 2015      | The Danish Girl                            | L'infirmière de Lili | Root a été auditionnée pour le rôle de Lili Elbe, finalement donné à l'acteur Eddie Redmayne. |
| 2017      | Doctor Who: Zaltys                         | Sable                | Big Finish                                                                                    |
| 2017–2018 | Doctors                                    | Samantha Eustace     | 4 épisodes                                                                                    |
| 2018      | Colette                                    | Rachilde             |                                                                                               |
| 2018      | Les Frères Sisters                         | Mayfield             |                                                                                               |
| 2018      | The Romanoffs                              | Dana                 | Épisode: "The One That Holds Everything"                                                      |
| 2019      | La Vallée des Moomins                      | Misabel              | Épisode #1.1                                                                                  |
| 2019      | Flack (en)                                 | Allie Gregs          | Épisode: "Dan"                                                                                |
| 2019      | Last Christmas                             | Dr. Addis            |                                                                                               |
| 2019      | Gallifrey: Time War 2                      | Cantico              |                                                                                               |
| 2020      | Doctor Who: Stranded                       | Tania Bell           |                                                                                               |
| 2020      | Le Jeu de la dame                          | Miss Lonsdale        | 2 épisodes                                                                                    |
| 2021      | Creation Stories                           | Victoria             |                                                                                               |
| 2022      | This Is Christmas (en)                     | Miranda              |                                                                                               |

- 2024 : Mister Spade (Monsieur Spade) (mini-série TV) - 6 épisodes